# 安德斯·海尔斯伯格

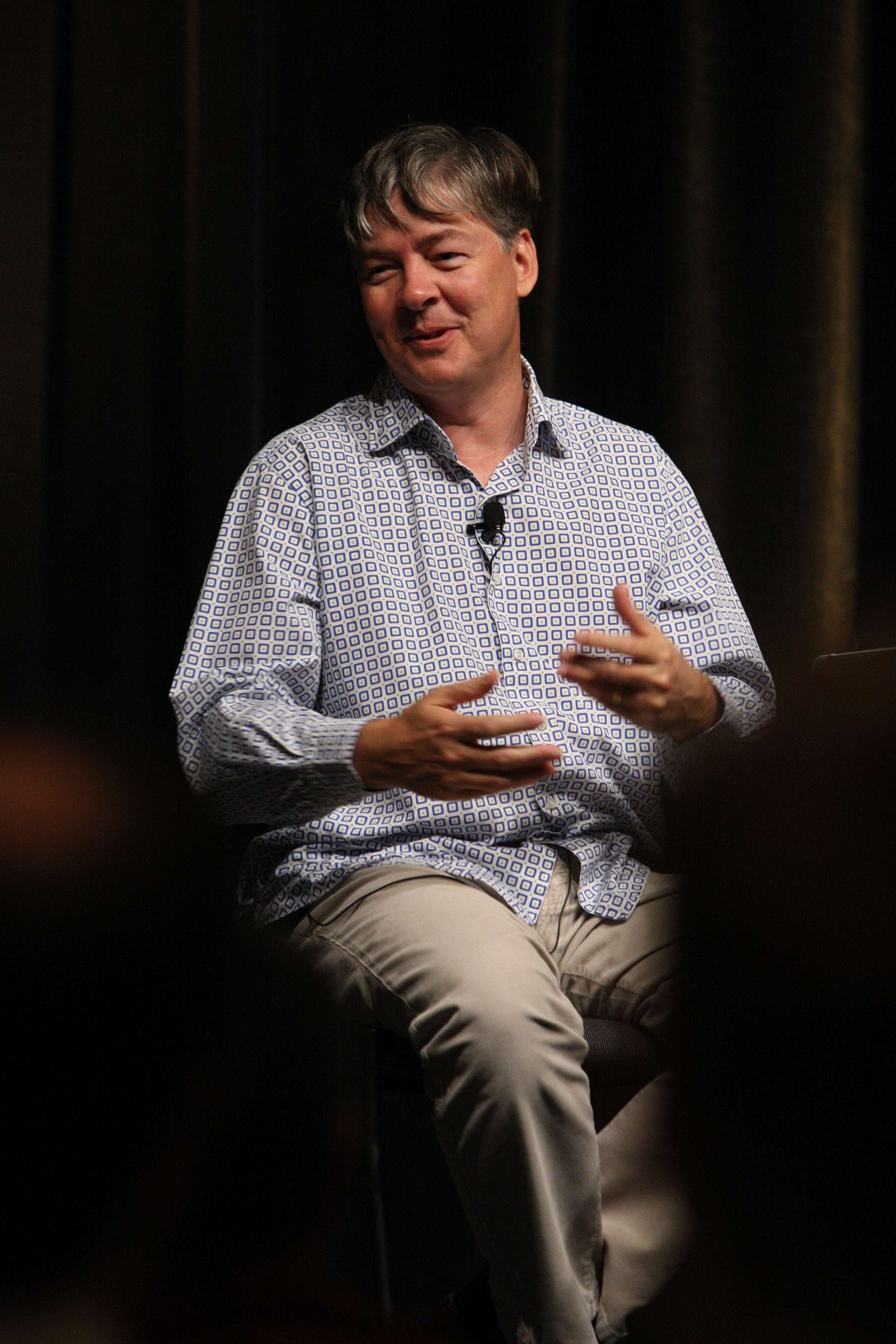
2008年Hejlsberg在Professional Developers Conference

安德斯·海尔斯伯格（Anders Hejlsberg，1960年12月2日—），丹麦人，Borland Turbo Pascal编译器的主要作者。进入微软公司后，先后主持了Visual J++、.Net， C# 和 TypeScript。

## 生平
1960年出生於哥本哈根，曾在丹麦技术大学学习工程，但沒有畢業，大學時期他曾替Nascom microcomputer撰寫程式，他曾為Nascom-2電腦撰寫藍標籤（Blue Label）Pascal compiler，到了DOS時代他又重新改寫這套compiler。当时他在丹麦拥有个叫Poly Data的公司，他编写了Compass Pascal编译器核心，后来叫Poly Pascal。1986年他首次認識了Philippe Kahn（Borland的创立者）。

## 在Borland公司
安德斯·海尔斯伯格把Compass Pascal编译器核心授权给了美国Borland公司，并作为雇员加入Borland公司，并且是后来所有Turbo Pascal版本与Delphi前3个版本的架构师。Philippe Kahn 为第一个版本的Turbo Pascal添加了用户界面与编辑器。

## 加入微软公司
1996年Hejlsberg加入微软公司。据说，比尔·盖茨亲自参与了这次挖角行动，年薪三百萬美元，并许诺安德斯·海尔斯伯格在微软将得到技术上的足够自由和资源支持。据说该事件也是微软公司和Borland公司后续官司的导火線。

## 在微软公司
进入微软公司后，首先主持了Visual J++的开发工作，后来由于在Java开发工具授权问题上和Sun公司的纠纷，微软停止了Visual J++的后续开发。
这之后，作为.Net概念的发起人之一，安德斯·海尔斯伯格被任命为微软.Net的首席架构师，主持.Net的开发工作。